# پتاسی
پتاسی (سرده) (نام علمی: Kalidium) تاغ بره نام یک سرده از تیره تاج‌خروسیان است.